# 希勒山 (雷蒂孔山)

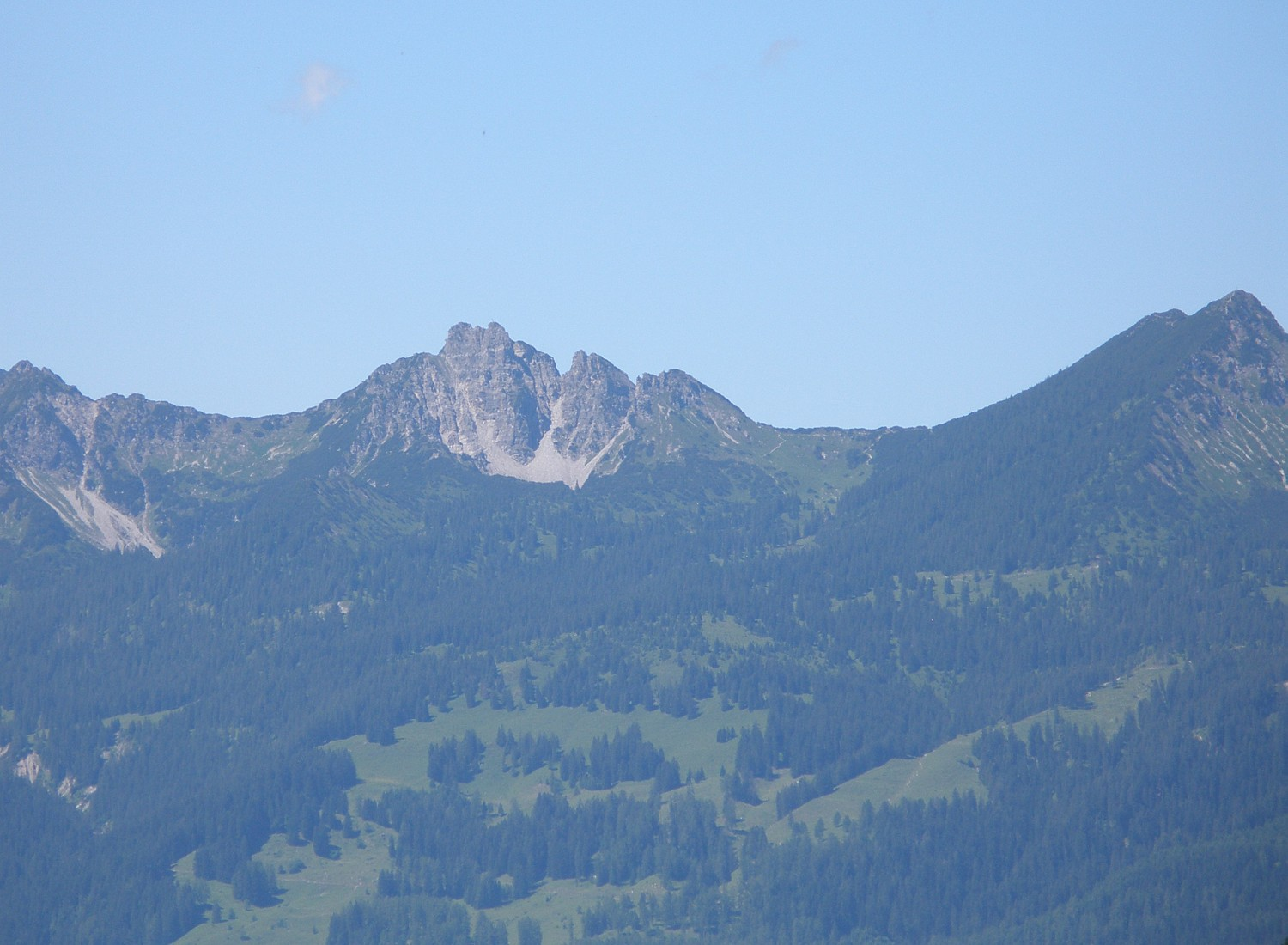

47°8′35″N 9°43′13″E / 47.14306°N 9.72028°E
希勒山（德語：Schillerkopf），是奧地利的山峰，位於該國西部，由福拉爾貝格州負責管轄，屬於雷蒂孔山的一部分，海拔高度2,006米，每年平均降雨量1,852毫米。